# Lupo italiano
Il lupo italiano è una razza canina di origine italiana.
Secondo il creatore della razza, il capostipite del lupo italiano era un ibrido ottenuto dall'incrocio tra un maschio di cane da pastore tedesco e una fattrice di lupo appenninico, sebbene siano presenti alcune analisi genetiche che mettono in discussione questa origine.
Poiché questa razza non è riconosciuta dall'Enci, la selezione e l'allevamento del lupo italiano vengono gestiti dall'Associazione degli Affidatari Allevatori del Lupo Italiano (AAALI), che ne vieta la commercializzazione, e l'eventuale allevamento al di fuori di tale ente. Il governo italiano fa investimenti sulla selezione di tale razza, impiegando l'utilizzo del cane per il Corpo forestale dello Stato.

## Caratteristiche

### Descrizione fisica

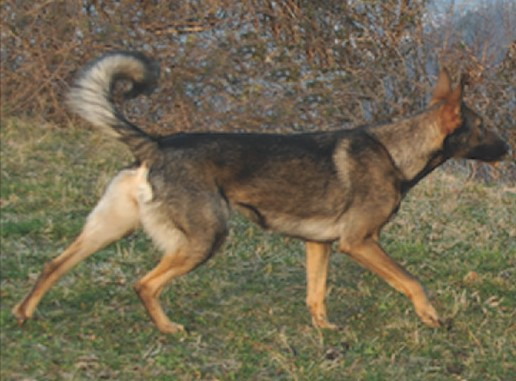
Lupo italiano in profilo

Secondo lo standard di razza stabilito dall'AAALI, il lupo italiano ha un muso lupino, mascelle e mandibole forti, e orecchie rette di dimensioni medie.
Gli occhi sono idealmente di un color oro vivace e sono obliqui, la loro espressione è spesso descritta con l'aggettivo "intensa".
È alto 58-68 cm, con un tronco robusto, un torace disceso e una groppa non troppo bassa.
Ha un'andatura leggera che si intravede anche negli esemplari più grandi. Secondo il creatore della razza, il lupo italiano può correre a una velocità di 70 km/h.
Il manto è grigio con sfumature di fulvo o beige, ma lo standard ammette anche il nero monocromatico o la presenza di una chiazza bianca sul petto.
Possiede una coda lunga che normalmente è tenuta pendente ma, se agitato, assume una leggera curva quando viene elevata.

### Temperamento e utilizzo
Lo standard di razza stabilito dall'A.A.A.L.I. descrive il lupo italiano nei seguenti termini:
(Standard di razza, art. 2)
Inizialmente allevato come cane da difesa, il lupo italiano è stato impiegato dall'esercito in operazioni d'alta montagna. Altri impieghi della razza includono i soccorsi alpini e le operazioni antidroga. La A.A.A.L.I.  lo raccomanda anche come cane da guardiania. Per i lupi italiani assegnati al Corpo forestale l'addestramento dura due anni e si conclude con l'affidamento degli esemplari a cinofili conduttori con cui lavorano fino alla morte dell'animale.

## Storia

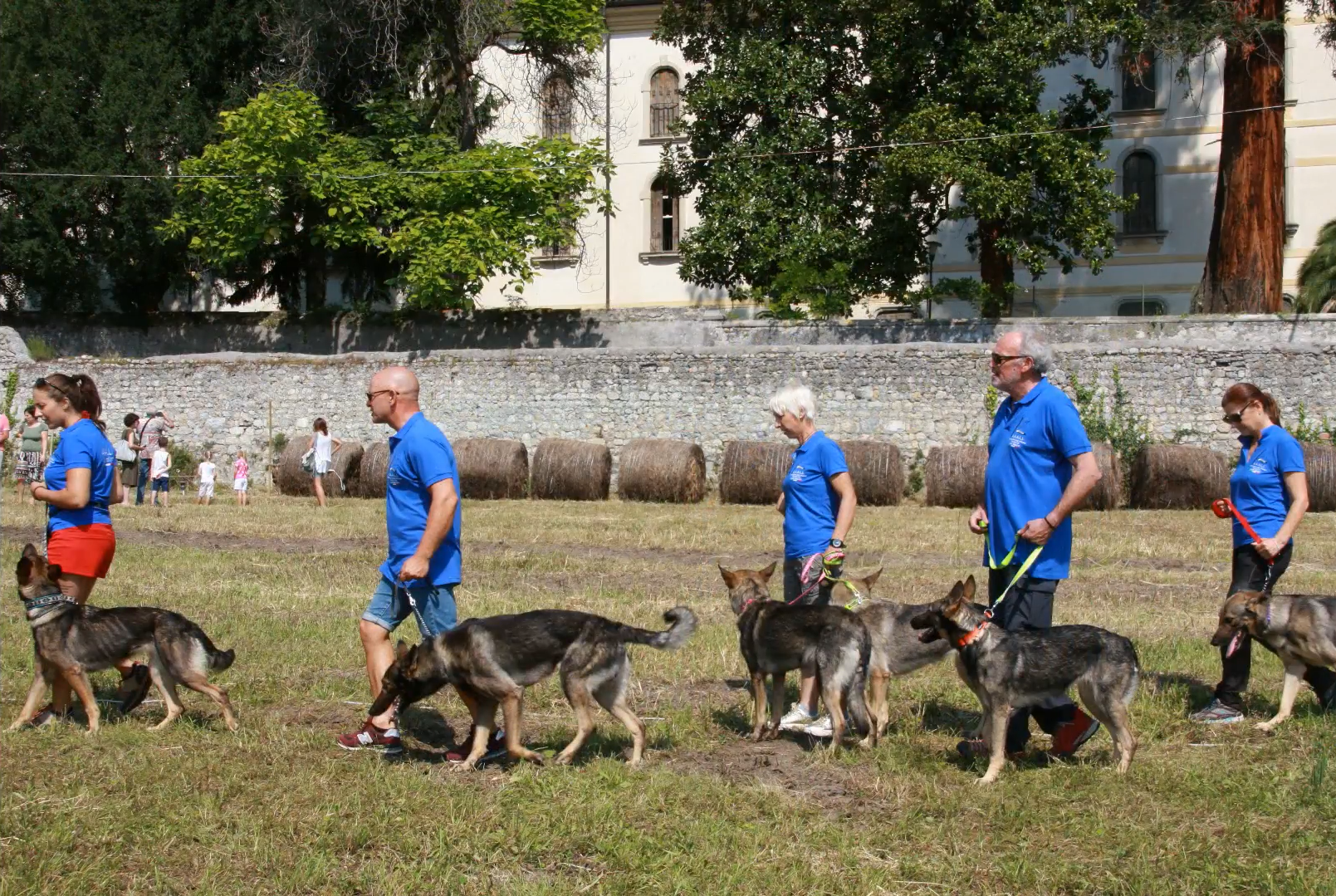
Sfilata di lupi italiani durante il Palio di Ceneda nel 2018

Secondo il creatore della razza, il tecnico finanziario Mario Messi, il lupo italiano ebbe origine quando gli fu regalato un cucciolo di lupo ibrido da un cacciatore in suo servizio. Il cucciolo era frutto di un accoppiamento avvenuto nel 1966 tra una lupa appenninica, catturata in Provincia di Rieti, e un cane da pastore tedesco, specializzato al salvataggio. L'ibrido "Zorro" fu poi accoppiato con femmine di pastore tedesco e con le cucciole femmine risultanti. Gli esemplari furono inizialmente tenuti in una villa ottocentesca a Cumiana, fino a che a Messi non fu ordinato di traslocare dal sindaco del Comune dopo lamentele da parte degli abitanti di Borgata Porta per gli ululati dei cani. Gli esemplari furono successivamente spostati in un impianto moderno capace di ospitare 200 cani, con recinti modellati sull'ambiente naturale del lupo selvatico.
Nel 1980 venne fondata l'Asoli (Associazione selezione originale di lupi italiani) capeggiata da Messi, dedita alla salvaguardia della purezza della razza senza scopo di lucro, con il mantenimento dell'allevamento reso possibile attraverso le donazioni private. Fu dichiarato da Messi che i lupi italiani potevano essere ceduti solo per motivi di pubblica utilità. Fu previsto il riconoscimento della razza da parte dell'Enci durante l'Esposizione delle razze italiane a Spoleto il 4 luglio 1982, ma non avvenne a causa del rifiuto da parte di Messi di commercializzare i cuccioli.
Nel febbraio del 1984, Messi dichiarò conclusa la fase sperimentale del progetto, avendo omogeneizzato il fenotipo della razza. Nell'estate di quell'anno però, Messi segnalò che temeva di dover chiudere l'allevamento, malgrado il patrocinio del Ministero della Pubblica Istruzione e del Ministero dell'Ecologia della Regione Piemonte. L'anno successivo, la mancanza di fondi rese difficile l'approvvigionamento del cibo e dei vaccini, e numerosi cuccioli morirono di inedia e malattia. Nel 1987, malgrado il rischio dell'abbattimento di 200 cani nell'allevamento, Messi continuò a rifiutare di venderli per coprire i costi.
Il 13 luglio 1987, su proposta del ministro Filippo Maria Pandolfi, il presidente Francesco Cossiga firmò il decreto di riconoscimento dell'Asoli. Successivamente, Pandolfi firmò il decreto che istituì il Registro ufficiale del lupo italiano, affidandone cura e mantenimento all'Asoli. Nel 1989, l'Asoli fu rinominata Ente per la tutela del lupo italiano (Etli) dal presidente della Repubblica, rendendo l'animale formalmente non soggetto alla commercializzazione. Ciononostante, Messi lanciò un appello per più fondi, dichiarando che i lupi italiani erano "ormai in condizioni disperate ed insostenibili".
Nel 1990, fu segnalato che i lupi italiani nell'allevamento di Cumiana si trovavano in condizioni precarie a causa della mancanza di cibo e di cure mediche e dell'allagamento dei recinti. Due anni dopo, l'allevamento fu posto sotto sequestro dopo che un'ispezione veterinaria da parte delle Usl di Pinerolo e Torino rivelò la possibilità dello spargersi di epidemie di leptospirosi, piroplasmosi, leishmaniosi e di dirofilariasi. Fu poi richiesto un rinvio a giudizio per mancanza di rispetto di norme igieniche e maltrattamento dei lupi italiani nell'allevamento.
Nel 1996, lo scioglimento delle Camere bloccò il disegno di legge per l'intervento finanziario dello Stato per l'Etli e Messi lanciò un appello ai privati per ricevere fondi. Con l'appoggio del senatore Giancarlo Tapparo, Messi presentò un nuovo disegno di legge a Palazzo Madama per meglio garantire la sopravvivenza del lupo italiano. Quello stesso anno, il lupo italiano divenne la mascotte della protezione civile regionale del Piemonte.
Nel 2000, citando una continuata mancanza di fondi, Messi insinuò la possibilità di trasferire l'Etli all'estero. L'anno successivo, con il sostegno di Stefania Belmondo, Messi propose di candidare il lupo italiano come mascotte dei XX Giochi olimpici invernali. Nel 2004, il lupo italiano fu ufficialmente nominato aiuto all'assistenza dei Giochi olimpici. Contemporaneamente, Messi lanciò di nuovo un appello per fondi, avvertendo della possibilità di trasferire l'Etli all'estero.
Nel 2007 fu segnalato che il centro di selezione di Cumiana era privo di lupi italiani, essendo occupato da un allevamento di cani di razza diversa. Secondo il Ministro delle politiche agricole alimentari e forestali (Luca Zaia): "non viene più portata avanti alcuna attività di allevamento ed addestramento dei lupi, né vengono impartite istruzioni agli affidatari circa gli accoppiamenti. [...] Con la perdita del centro di allevamento di Cumiana, l'assenza di mezzi finanziari per operare, l'indebitamento di cui non si conoscono le dimensioni [...], nonché l'esistenza di uno statuto sociale poco democratico [...], l'attuale ETLI non appare assolutamente in grado di continuare alcuna attività". Nel maggio del 2010, l'Etli fu messa in liquidazione dal prefetto di Torino e la tutela della razza fu assegnata all'Associazione degli affidatari allevatori del Lupo Italiano (Aaali).
L'Aaali ottenne la gestione del Registro ufficiale del Lupo italiano dal Ministero delle politiche agricole alimentari e forestali nel 2012, dovendo però far fronte alla mancanza di una struttura di proprietà e di un canile, oltre a un basso numero di lupi italiani ridotti a poche centinaia di esemplari con gravi problemi di consanguineità. Con l'aiuto dell'Università veterinaria di Milano, l'Aaali avviò un programma riproduttivo allo scopo di selezionare i riproduttori con valori di consanguineità più lontani.

## Genetica
Nel 1982, Mario Messi descrisse il lupo italiano come 62.5% cane da pastore tedesco e 37.5% lupo appenninico. In un'intervista con Stefano Lorenzetto del 2002, dichiarò che la razza era "più lupo che cane: 60 per cento lupo e 40 per cento cane". L'Aaali dichiara un valore medio di contenuto lupino nella razza intorno al 30-35%.
Nel 2007, un gruppo di ecologisti della Regione Piemonte, appoggiato dalla Lega anti vivisezione, incaricò la Camera di commercio di Torino di avviare un'indagine genetica sul lupo italiano. Secondo le analisi, il livello di parentela con il lupo appenninico era inesistente, avendo come risultato una richiesta da parte degli ecologisti e la Lav verso il governo Prodi di bloccare i fondi all'Etli. Il consigliere regionale degli ecologisti citò inoltre la mossa da parte dello Stato di lasciare al presidente Messi il possesso esclusivo del libro genealogico della razza, che apparentemente conteneva irregolarità sui numeri registrati di accoppiamenti e nascite.
Nel 2017, un ulteriore studio genetico svolto dalle Università di Milano, Messina, Sassari e Bologna, in collaborazione con il National Human Genome Research Institute, analizzò 142.840 polimorfismi a singolo nucleotide di 1.609 canidi, tra cui sette lupi appenninici e 263 cani di origini italiane, inclusi 24 campioni di lupo italiano forniti dall'Associazione degli affidatari allevatori del lupo italiano. Sebbene lo studio confermò la tesi che il lupo italiano è strettamente imparentato con il cane da pastore tedesco, non vi è indizio di condivisione significativo di aplotipi con il lupo appenninico.

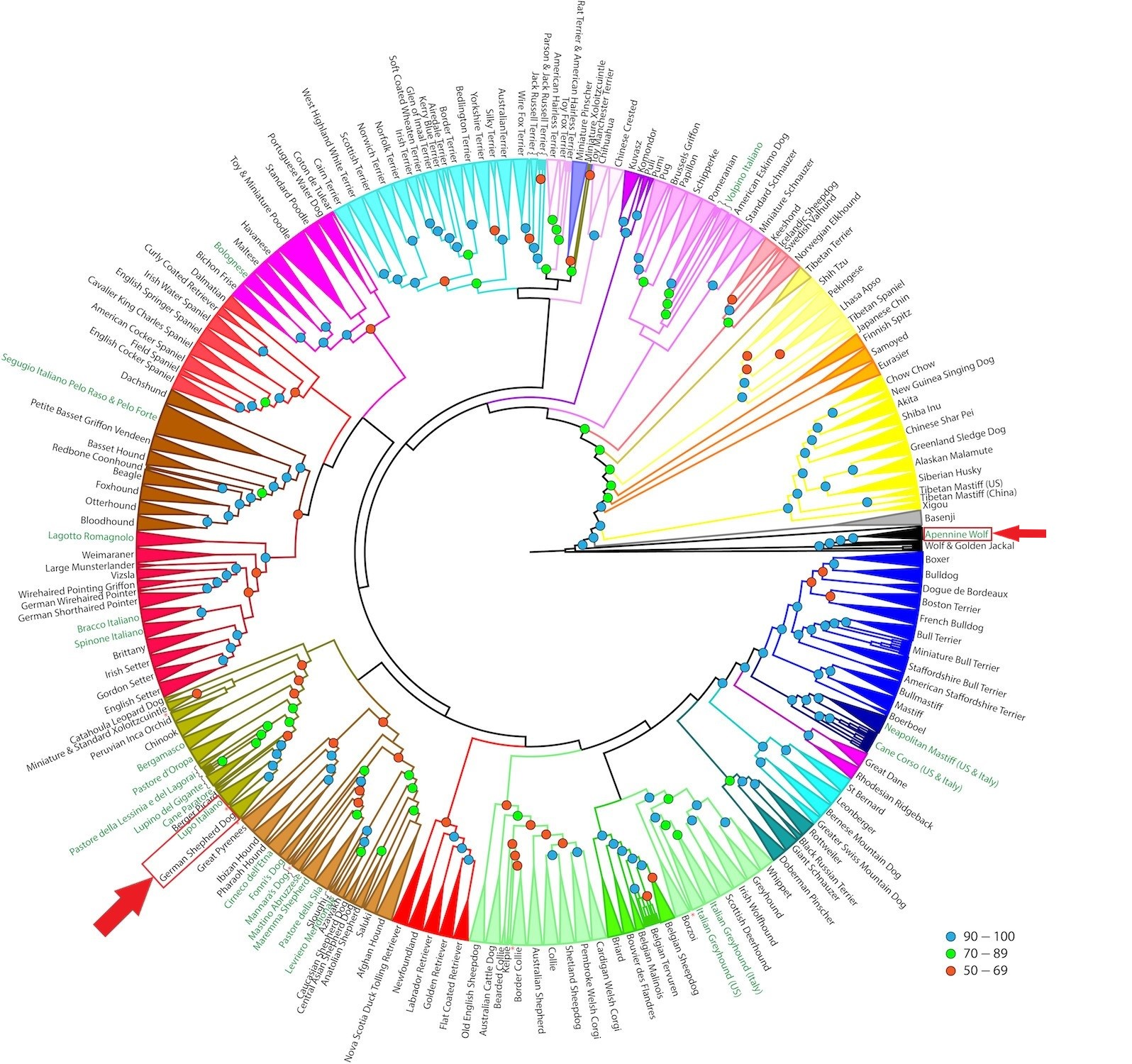
Fig. a
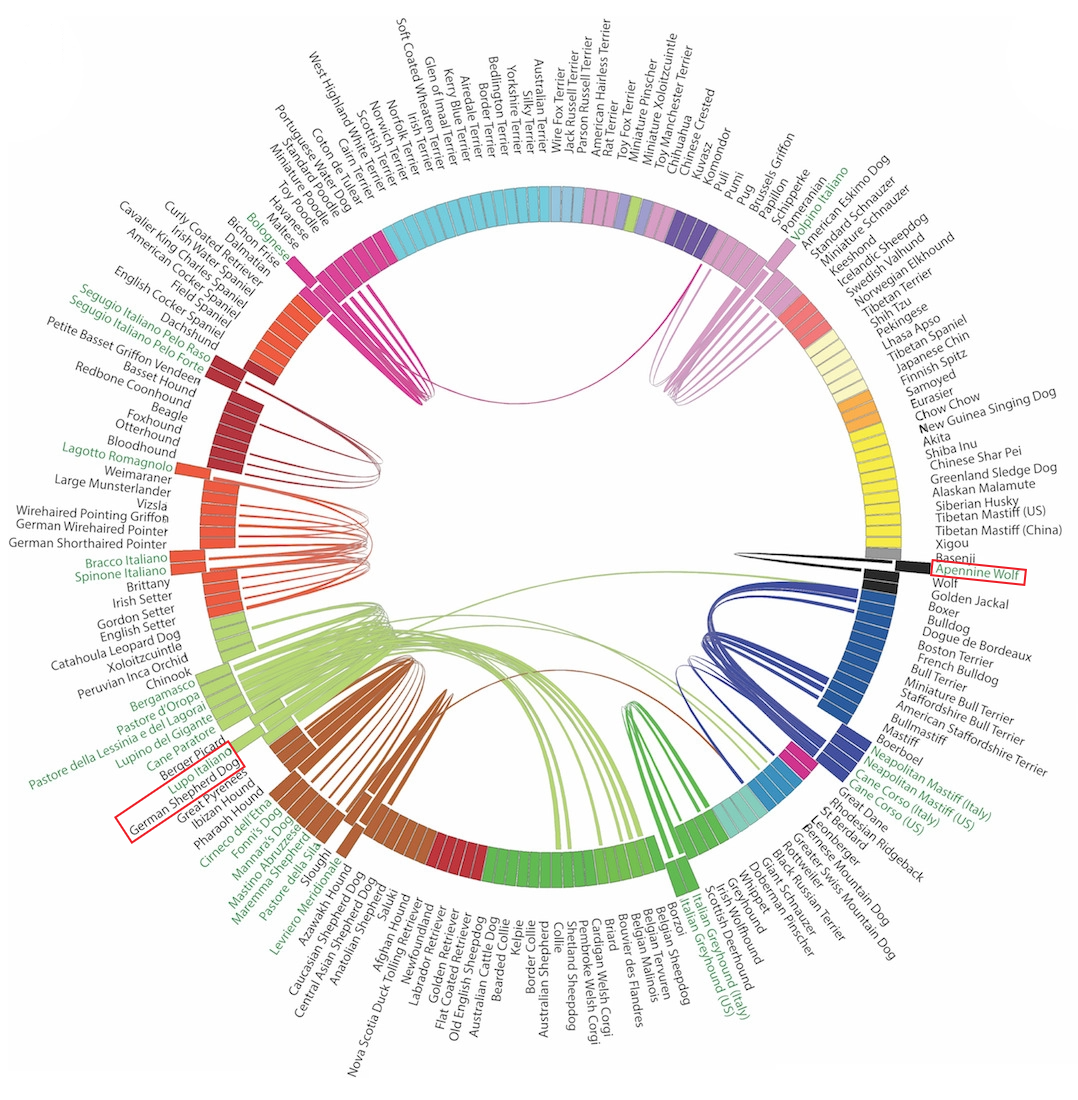
Fig. b

Dendogrammi filogenetici che illustrano il livello di distanza genetica (a) e la condivisione di aplotipi (b) tra le razze canine italiane, non-italiane e il lupo appenninico, con il lupo italiano, il pastore tedesco e il lupo appenninico messi in evidenza